# Djalma Pimenta
Djalma Pimenta (Olímpia, 29 de Outubro de 1927 — Rondonópolis, 6 de fevereiro de 2018) foi um empresário brasileiro fundador da Indústria de Bebidas Marajá Ltda..

## Biografia
Nascido em 29 de Outubro de 1927 na cidade de Olímpia no interior de São Paulo, Djalma Pimenta trabalhou como caminhoneiro, percorrendo por diversas cidades de Mato Grosso em 1959 decide morar em Rondonópolis.
No ano de 1963 funda a Indústria de Bebidas Alves Pimenta e Cia, tendo como primeiro produto o Guaraná Marajá lançado em 20 de janeiro de 1964. Em 1968, como forma de homenagear o bairro onde está instalada a indústria muda seu nome para Indústria de Bebidas Marajá Ltda.
No ano de 1969, Djalma Pimenta assume a presidência da Associação Comercial e Industrial de Rondonópolis (ACIR), até o ano de 1971.
Em 1982 Djalma divide a administração da Indústria de Bebidas Marajá Ltda com Felipe Bruehmueller, seu filho Cláudio Bruehmueller e um grupo de empresários, onde iniciam investimentos na empresa, entre eles a expansão da indústria com a implantação de uma revenda em Várzea Grande na região metropolitana de Cuiabá, nesse mesmo período reassume a presidência da ACIR até o ano de 1983. 
Em março de 1986 com a transferência da produção da Indústria de Bebidas Marajá Ltda. para a revenda em Várzea Grande, Djalma Pimenta deixa o controle acionário da indústria.

### Morte
Djalma Pimenta faleceu aos 90 anos no dia 6 de Fevereiro de 2018, às 21:40 horas da noite na cidade de Rondonópolis, onde esteve internado desde o dia 2 na Santa Casa de Misericórdia da cidade para tratamento de um câncer no metastático, vindo a falecer de falência múltipla dos órgãos. Seu corpo foi sepultado no dia 7 de fevereiro no Cemitério da Vila Aurora localizado no município.

## Vida pessoal
Djalma foi casado com  a professora Adiney Pimenta, falecida em 2011, com quem teve 2 filhos, Djalma Pimenta Júnior e Adiney Pimenta Tolosa (falecida em 2012), tinha 3 netos.